# Голосний високого підняття
Голосні високого піднесення (англ. Close vowel) — різновид голосних звуків, що вимовляються з високим підняттям відповідної частини язика в ротовій порожнині.
Інколи голосні високого піднесення називають закритими оскільки під час артикуляції спинка язика якнайближче підноситься до піднебіння, а рот прищулений.
Відповідно до Міжнародного фонетичного алфавіту до голосних високого піднесення належать:
| неогублений голосний переднього ряду високого піднесення | [i] |
| огублений голосний переднього ряду високого піднесення   | [y] |
| неогублений голосний середнього ряду високого піднесення | [ɨ] |
| огублений голосний середнього ряду високого піднесення   | [ʉ] |
| неогублений голосний заднього ряду високого піднесення   | [ɯ] |
| огублений голосний заднього ряду високого піднесення     | [u] |